# Archichlora herbuloti
Archichlora herbuloti är en fjärilsart som beskrevs av Pierre E.L. Viette 1978. Archichlora herbuloti ingår i släktet Archichlora och familjen mätare. Inga underarter finns listade i Catalogue of Life.